# Sekeřice
Sekeřice (en allemand : Sekerschitz) est une commune du district de Jičín, dans la région de Hradec Králové, en République tchèque. Sa population s'élevait à 120 habitants en 2022.

## Géographie
Sekeřice se trouve à 10 km au nord-ouest de Nový Bydžov, à 17 km au sud de Jičín, à 32 km à l'ouest-nord-ouest de Hradec Králové et à 72 km à l’est-nord-est de Prague.
La commune est limitée par Žlunice au nord, par Vinary à l'est, par Hlušice au sud, et par Kněžice à l'ouest.

## Histoire
La première mention écrite de la localité date de 1386.

## Galerie

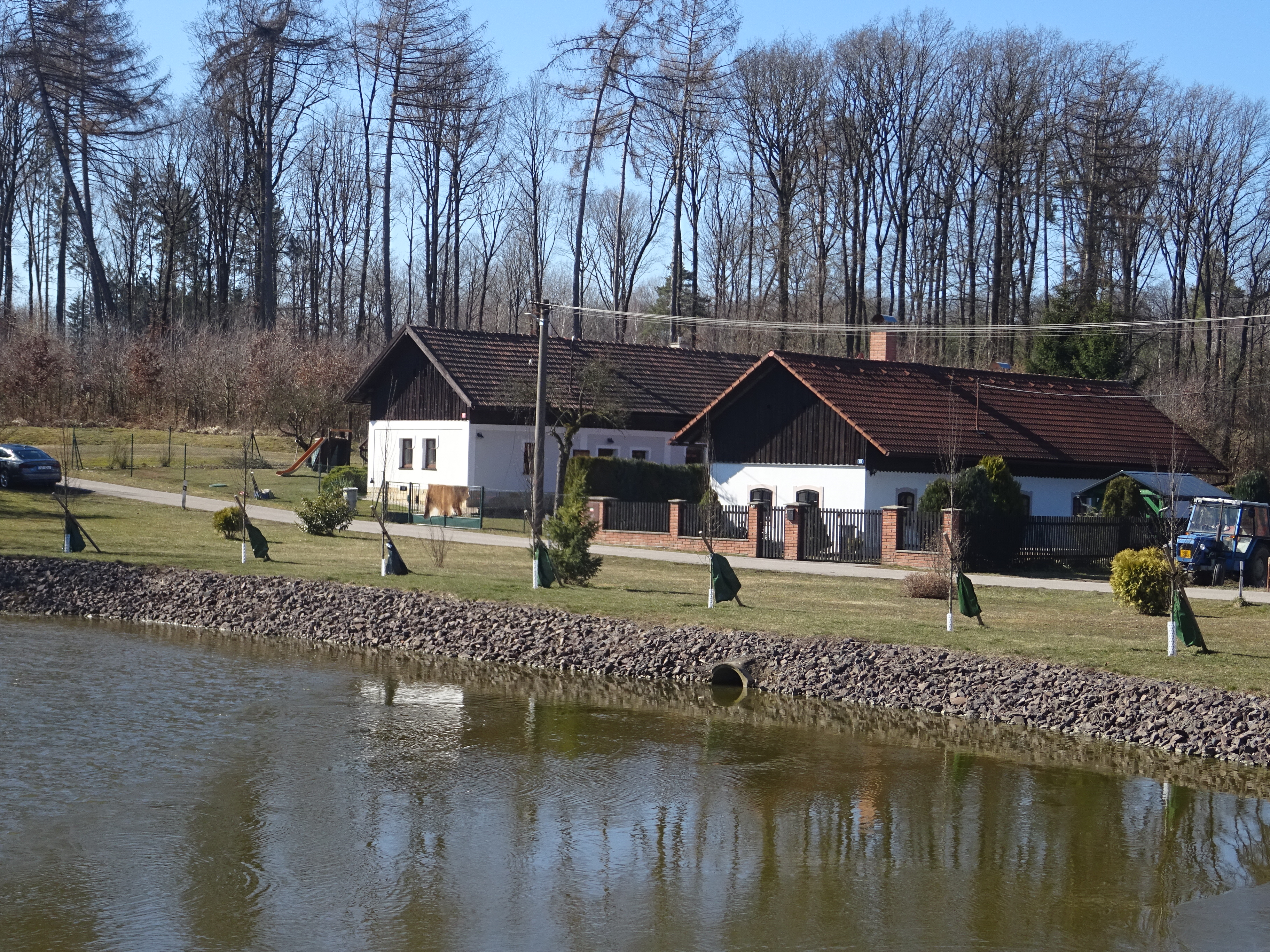
Étang à Sekeřice.
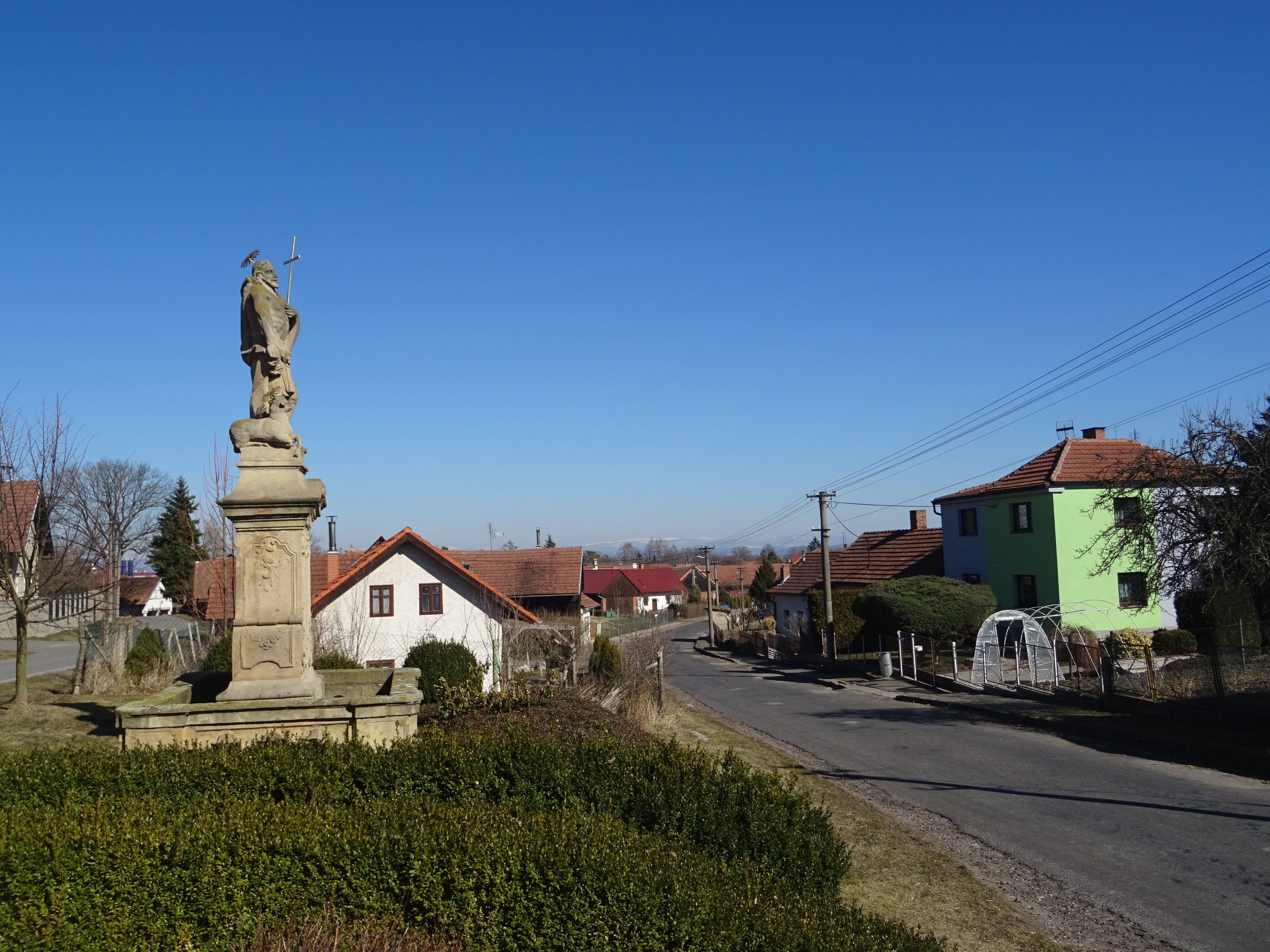
Statue de Saint-Jean-Baptiste.

## Transports
Par la route, Sekeřice se trouve à 11 km de Nový Bydžov, à 20 km de Jičín, à 40 km de Hradec Králové et à 94 km de Prague.